# Górna Wieś (Nysa)
Górna Wieś (niem. Ober Neuland) – część miasta Nysa, określana także jako dzielnica, choć władze miasta nie ustanowiły jednostek pomocniczych na terenie miasta.
Położona w południowej części miasta Nysy.
Wyznaczają ją:
- ulica Opawska
- ulica Marii Rodziewiczówny
- dopływ cieku wodnego Pluta
- ulica Kozielska
- ulica Jana Długosza
- ulica Grunwaldzka
- ciek Pluta
- ulica Krawiecka
- ulica Zwycięstwa
- ponownie ciek Pluta

Górna Wieś sąsiaduje z dzielnicami: Zamłynie, Zwierzyniec oraz Średnia Wieś.
Najważniejszy obiekt na terenie dzielnicy to budynek Zgromadzenia Sióstr Służebnic Ducha Świętego.
Górna Wieś była wsią na południe od miasta, włączona do Nysy w 1921 roku.